# Ulica Gajowicka we Wrocławiu
Ulica Gajowicka (do 1945 r. Gabitzstraße, potem Gajowicka, w latach od 1948 do końca 1991 ul. Próchnika) – jedna z ulic w południowej części Wrocławia, należąca do najdłuższych w mieście.
Ulica wytyczona została dawnym polnym traktem łączącym od średniowiecza miasto Wrocław z podwrocławską wsią Gabitz (Gajowice) zamieszkałą w znacznej części przez dostawców warzyw na potrzeby wrocławskich mieszczan. Początkowy odcinek drogi już krótko po likwidacji fortyfikacji Wrocławia w latach 1807-1810, bo w pierwszych latach XIX wieku, zaczął nabierać charakteru miejskiego ze ścisłą zabudową i czynszowymi kamienicami. Droga ta kończyła się pierwotnie przy dawnym cmentarzu w Gajowicach (założonym w 1815, Gabitzer Friedhof) przy obecnej ulicy Pretficza (dziś znajduje się w tym miejscu skwer – park gen. Langiewicza). Wieś Gabitz włączona została w granice Wrocławia w roku 1868, ale trakt do niej prowadzący wciąż miał charakter polnej drogi. Nazwę Gabitzstraße uzyskała dopiero około roku 1871. W następnych latach zabudowa wzdłuż Gajowickiej uzyskiwała coraz bardziej miejski charakter, zwłaszcza po roku 1890. Pod koniec XIX wieku, na podstawie projektu Jürgena Krögera z roku 1898, powstał nowy Kościół Chrystusa zlokalizowany w kwartale Gabitzstraße (Gajowickiej), Hohenzollernstraße (Zaporoskiej), Opitz Straße (Żelaznej) i Höfchen Platz (pl. Hirszfelda). W 1905 Gabitzstraße przedłużona została w kierunku południowym (poza cmentarz), po linii istniejącej tam polnej drogi, aż do dzisiejszej Racławickiej. 26 listopada 1908 przez Gabitzstraße Augustastraße (Gajowicką i Szczęśliwą) pojechały pierwsze tramwaje.
W kolejnych latach powstawały kolejne budowle, np. latach 1911–1913 według projektu architekta J. Maasa w trójkącie pomiędzy Gabitzstraße, Charlottenstraße i Herderstraße (Gajowicką, Kruczą i Grochową) wybudowany został kościół św. Karola Boromeusza. Później, w 1914 powstała m.in. willa przy Gajowickiej 199 wg projektu Schlesingera, w 1926 bloki pod nrami 147a-155 wg projektu Mathisa, w 1928 pod numerem 122-126 siedziba sztabu wojskowego Reichswehry wg projektu Salvisberga.
Pomiędzy kamienicami wybudowanymi wokół kwartału Gabitzstraße, Opitzstraße, Yorckstraße i Herder Straße (Gajowicka, Żelazna, Jemiołowa i Grochowa) powstała lokalna elektrownia, zasilająca (prądem stałym, jak było to w tamtych czasach powszechnie we Wrocławiu stosowane) całą dzielnicę. Po wojnie, w 1968 roku, znalazło w tej lokalizacji (pod adresem Gajowicka 95) swą siedzibę Międzynarodowe Laboratorium Silnych Pól Magnetycznych i Niskich Temperatur.
Podczas oblężenia Festung Breslau w roku 1945, w pierwszej jego fazie, przy Gabitzstraße znajdowała się siedziba dowództwa obrony twierdzy. Natarcie Armii Czerwonej posuwające się od południa, m.in. wzdłuż tej ulicy (również z użyciem czołgów) wymusiło przeniesienie dowództwa obrony do centrum miasta. Przez blisko trzy miesiące od zamknięcia w lutym pierścienia oblężenia znaczna część zabudowy, znajdującej się pod nieustannym ostrzałem na pierwszej linii frontu legła w gruzach.

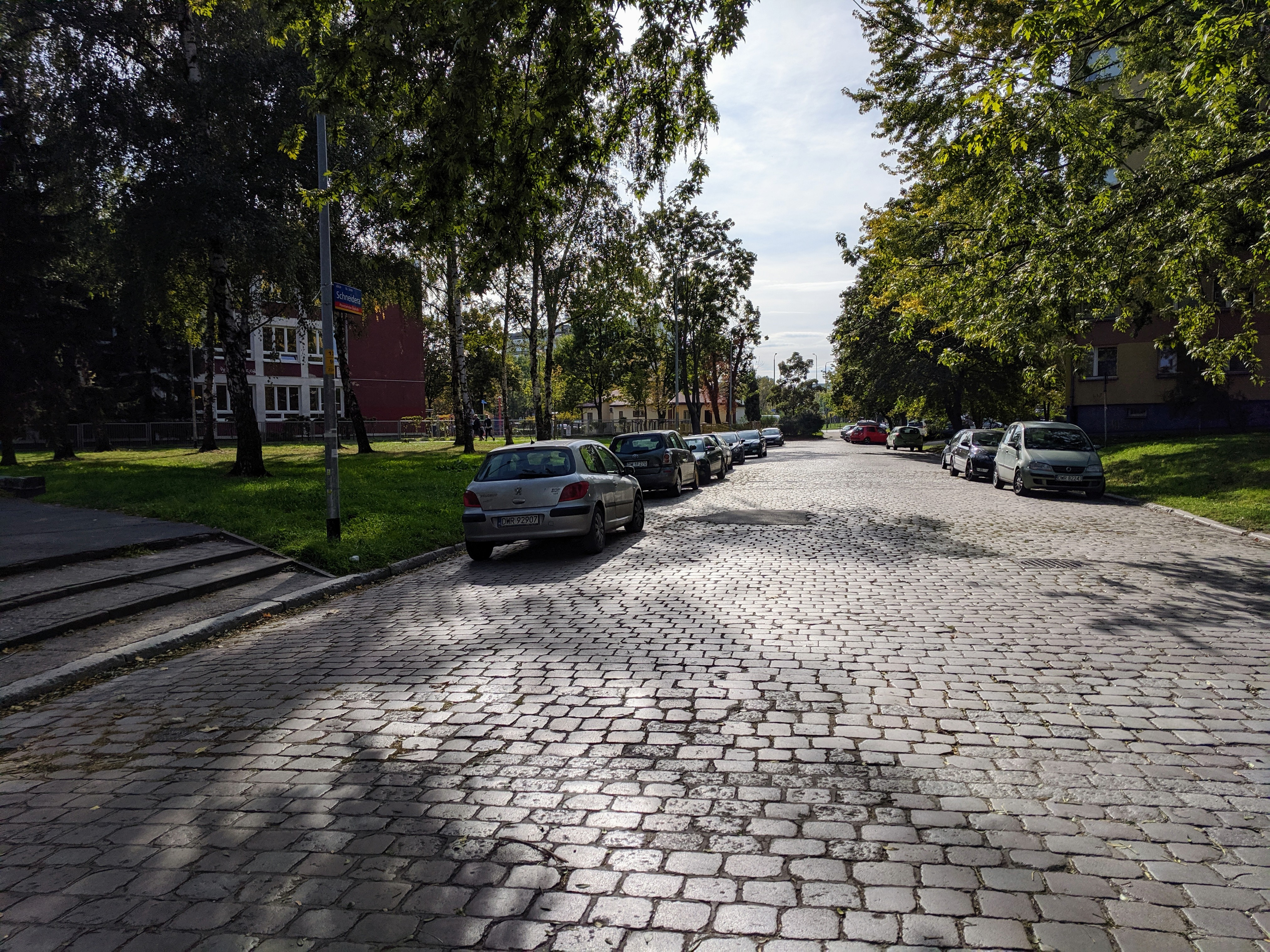
„Ślepa” ulica ks. Jana Schneidera, pozostałość po fragmencie dawnej ul. Gajowickiejwylot

Odbudowa zniszczeń wojennych rozpoczęła się kilka lat później, w latach 50. XX w. i trwała w latach 60. i 70. powstały wtedy m.in. bloki w okolicach skrzyżowania z al. Hallera oraz zabudowa osiedla Gajowice, w znacznej części w technologii wielkiej płyty.
W roku 1969 decyzją rady miejskiej odcinek ulicy z całkowicie zrujnowaną po wojnie zabudową znajdujący się pomiędzy ul. Lubuską a Zaporoską zlikwidowano, przeznaczając ten obszar pod budowę nowego osiedla. Później, w 1981, początkowy odcinek ulicy (od ul. Kolejowej do Lubuskiej) otrzymał innego patrona – Wincentego Stysia. Ostatni większy budynek w rejonie ul. Gajowickiej powstał w 1997 r. w kwartale ulic Gajowickiej, Zaporoskiej, Skwierzyńskiej i Szczęśliwej według projektu zespołu J. Modlinger i M. Wołyniec.
W roku 2014 stumetrowy fragment zlikwidowanej w roku 1969 ulicy, której nawierzchnia zachowała się po wybudowaniu tam m.in. szkoły i kilku bloków nowego osiedla, nazwano ulicą ks. Jana Schneidera (na zdjęciu po lewej). Po wszystkich przekształceniach ulica Gajowicka łączy obecnie ul. Zaporoską (z którą spotyka się na Rondzie Żołnierzy Wyklętych) na północy z ulicą Racławicką na południu i liczy około 1,9 km długości.
Przez ponad 70 lat od zakończenia II wojny światowej nie zdecydowano się na przywrócenie komunikacji tramwajowej na ulicy Gajowickiej. Dopiero w roku 2018 pojawiły się doniesienia prasowe, z których wynika, że miasto zakłada powrót tramwajów na tę ulicę w przewidywalnej przyszłości. Przebudowa ulicy jest w fazie projektowania, ma się ono zakończyć do połowy 2024 r.
Ulica Gajowicka przebiega m.in. przez osiedle Gajowice (do 1945 r. Gabitz) i nie jej należy mylić z ulicą Gajową, ani z ulicą Starogajową, ani wiązać z osiedlem Gaj (do 1945 Herdain) lub Tarnogaj (do 1945 Dürrgoy), leżącymi w obrębie byłej dzielnicy Krzyki, nieco dalej na wschód, ani z osiedlem Gajowa w północno-wschodniej okolicy miasta, ani wreszcie ze Wzgórzem Gajowym.